# جان ریس-دیویس
جان ریس-دیویس (به انگلیسی: John Rhys-Davies) (زاده ۵ اکتبر ۱۹۴۴) بازیگر ولزی است.

## فیلمشناسی
از فیلم‌ها یا برنامه‌های تلویزیونی که وی در آن نقش داشته‌است می‌توان به آثار زیر اشاره کرد:
- یک شب با پادشاه
- ارباب حلقه‌ها: یاران حلقه
- ارباب حلقه‌ها: بازگشت پادشاه
- ارباب حلقه‌ها: دو برج
- به نام پادشاه: داستان محاصره سیاه‌چاله
- مهاجمان صندوق گمشده
- ایندیانا جونز و آخرین جنگ صلیبی
- روزهای روشن زندگی
- مدالیون
- دفتر خاطرات شاهزاده خانم ۲: تعهد سلطنتی
- علاءالدین و شاه دزدان
- تام و جری در دیدار با شرلوک هولمز
- آیوانهو
- بانوی تفنگدار
- اعتیاد به سفید بزرگ
- تردید در درخشش
- گربه‌ها نمی‌رقصند
- دره خدایان
- شمشیر شجاعت
- بازی زندگی آن‌ها
- هلن تروآ
- رایلی، تک‌خال جاسوس‌ها
- کشتن عیسی
- خون بی‌گناه
- ولاد
- بچه دو صفر